# Хосе Санчес Бугалло
Хосе Антоніо Санчес Бугалло (ісп. Xosé Antonio Sánchez Bugallo, нар. 31 січня 1954, Тейхейро, Галісія, Іспанія) — іспанський політик PSdeG (Соціалістичної партії Галісії) та PSOE (Іспанської соціалістичної робітничої партії). Мер міста Сантьяго-де-Компостела з 15 червня 2019 року. Раніше обіймав посаду мера з 23 грудня 1998 року до міських виборів 22 травня 2011 року.

## Політична кар'єра
Розпочав свою політичну кар'єру із Херардо Естевеса в 1983 році як керівник його апарату. На муніципальних виборах 1987 року Хосе Антоніо Санчес Бугалло був обраний депутатом. Відтоді, поки не вступив на посаду олдермена, він обіймав різні муніципальні делегації, такі як спорт, зв'язки з сусідами, безпека дорожнього руху та громадян, кадровий та внутрішній режим, речник муніципалітету тощо. У період з 1991 по 1999 рік був заступником в Раді провінції Ла-Корунья (ісп. Diputación de La Coruña), а також обіймав посаду віце-президента з 1991 по 1995 рік.

### Результати виборів
З муніципальних виборів 1999—2011 років Бугалло очолював коаліційний уряд із Галісійським націоналістичним блоком (BNG), пакт, який був повторений на виборах 2003 та 2007 років. На муніципальних виборах 22 травня 2011 року він програв пост міського голови Херардо Конде Роа, кандидату в мери від Народної партії Галісії. На муніципальних виборах 26 травня 2019 року PSOE відновила його як кандидата, здобувши перемогу, а отже, знову він обійняв посаду мера.
- Вибори 1999 року: 16 208 голосів (33,24 %) і 9 депутатів.
- Вибори 2003 року: 20 481 голосів (40,32 %) та 11 депутатів.
- Вибори 2007 року: 18 269 голосів (38,19 %) та 10 депутатів.
- Вибори 2011 року: 14 876 голосів (30,97 %) та 9 депутатів.
- Вибори 2019 року: 18 150 голосів (34,70 %) та 10 депутатів.

## Інші діяльність
З 1999 року Хосе Санчес Бугалло є членом ради директорів Організації міст всесвітньої спадщини (ОМВС, до організації входить місто Львів), президентом Асоціації муніципалітетів регіону Сантьяго-де-Компостела, що складається з муніципалітетів Амес, Бріон, Бокейсон, Тео, Валь-ду-Дубра та Сантьяго-де-Компостела, а з травня 2005 року очолює Конференцію міст Атлантичної дуги, міжнародну організацію, до складу якої входять п'ять британських, тринадцять іспанських, шість португальських, одне ірландське та дев'ять французьких міст.